# Acanthocreagris mahnerti
Acanthocreagris mahnerti är en spindeldjursart som beskrevs av Dumitresco och Traian Orghidan 1986. Acanthocreagris mahnerti ingår i släktet Acanthocreagris och familjen helplåtklokrypare. Inga underarter finns listade i Catalogue of Life.